# 91-я гвардейская стрелковая дивизия
91-я гвардейская стрелковая дивизия — формирование (соединение, стрелковая дивизия) РККА (ВС СССР) во время Великой Отечественной войны. Участвовала в боях на западном направлении и в войне с Японией.
Полное действительное наименование — 91-я гвардейская стрелковая Духовщинско-Хинганская ордена Ленина Краснознамённая ордена Суворова дивизия.

## История
Свою историю ведёт от сформированной в ноябре-декабре 1941 года в Калининской области 257-й стрелковой дивизии.

### Боевой путь
18 апреля 1943 года за проявленные личным составом в боях мастерство и мужество была преобразована в 91-ю гвардейскую стрелковую дивизию.
С 23 июля 1943 года и до конца войны входила в 39-ю армию.
В сентябре 1943 года принимала участие в Смоленской наступательной операции. Во взаимодействии с другими соединениями и подвижной группой армии 19 сентября освободила от немецких захватчиков г. Духовщина, за что дивизии было присвоено почётное наименование «Духовщинской» (19 сентября 1943 года).
Осенью 1943 и зимой 1943/44 вела активные боевые действия на территории Белоруссии, в ходе которых вышла на подступы к г. Витебск. В этот период в бою близ дер. Волчок 20 января 1944 года совершил подвиг гвардии сержант Г. С. Григорьев, который закрыл своим телом вражеский пулемёт, чем способствовал успешному выполнению ротой боевой задачи. За этот подвиг ему было присвоено (посмертно) звание Героя Советского Союза.
В июне 1944 дивизия в составе 39 армии 3-го Белорусского фронта участвовала в Витебско-Оршанской наступательной операции. Прорвав сильно укреплённую оборону противника юго-восточнее Витебска и отразив ожесточённые вражеские контратаки, она вела бои по окружению и разгрому витебской группировки.
За успешные боевые действия по разгрому витебской группировки противника дивизия награждена орденом Красного Знамени (2 июля 1944).
В ходе развития Белорусской наступательной операции способствовала войскам 5-й армии в овладении г. Каунас.
За умелое применение при этом манёвра и решительность в действиях награждена орденом Суворова 2-й степени (12 августа 1944 года).
В октябре 1944 года в Мемельской наступательной операции дивизия в составе ударной группировки 39-й армии перешла в наступление из района южнее Россиены (Расейняй) на Таураге, разгромила противостоящие части немецких войск и, выйдя на левый берег р. Неман, вступила в пределы Восточной Пруссии юго-восточнее г. Таураге.
В Восточно-Прусской наступательной операции участвовала в разгроме тельзитско-инстербургской группировки противника.
25 января 1945 года во взаимодействии с 221-й стрелковой дивизией решительной атакой овладела г. Тапиау (Гвардейск), за что была награждена орденом Ленина (19 февраля 1945 года).
В дальнейшем, искусно применяя манёвр, вела успешные бои по уничтожению группировки немецких войск в районе Кёнигсберга и на Земландском полуострове.
Февраль 1945 — рейды разведчиков-диверсантов на мотоциклах и амфибиях (мотоциклисты из 2-го отдельного полка на «Харлей-Дэвидсонах» модели XA и советских М-72 и бойцы батальона амфибий на амфибиях Ford GPA) в тыл противника по территории Восточной Пруссии; также в начале февраля, после боёв за Мемель, изрядно потрепанный 28-й корпус под командованием Ханса Гольника прошел по Куршской косе и вышел на Земландский полуостров, зайдя в тыл 91-й дивизии, с перспективой её полного окружения и ликвидации, этого удалось избежать благодаря бойцам мотоциклетного полка и батальона амфибий — с 4 по 7 февраля они держали оборону по обе стороны трассы, разрезающей пос. Тиренберг.
91-я гвардейская стрелковая дивизия сыграла в штурме Кенигсберга большую роль.
Боевые действия в войне с Германией закончила в апреле 1945 на побережье Балтийского моря.
В мае была передислоцирована в Забайкалье и в составе 39-й армии включена в Забайкальский фронт.
В августе 1945 года в Хингано-Мукденской операции, действуя в составе армии, успешно атаковала противостоящие японские войска и нанесла им поражение на солунском направлении. В дальнейшем ходе стремительного преследования противника преодолела хребет Большой Хинган и во взаимодействии с другими соединениями армии и фронта участвовала в завершении разгрома и пленении войск Квантунской армии в Маньчжурии. 

За образцовое выполнение боевых задач в этой операции была удостоена почётного наименования Хинганской (20 сентября 1945 года).

## Состав
- 275-й гвардейский стрелковый полк
- 277-й гвардейский стрелковый полк
- 279-й гвардейский стрелковый полк,
- 195 гвардейский артиллерийский полк,
- 97 отдельный гвардейский истребительно-противотанковый дивизион,
- 94 отдельная гвардейская разведывательная рота,
- 103 отдельный гвардейский сапёрный батальон ,
- 59 отдельный гвардейский батальон связи (17 отдельная гвардейская рота связи),
- 469 (96) медико-санитарный батальон,
- 95 отдельная гвардейская рота химической защиты,
- 747 (98) автотранспортная рота,
- 600 (99) полевая хлебопекарня,
- 557 (92) дивизионный ветеринарный лазарет,
- 917 полевая почтовая станция,
- 198 полевая касса Государственного банка.[2]

## Подчинение
- В составе 39-й армии

## Командование

### Командиры дивизии
- Озимин, Михаил Иванович (18.04.1943 — 24.09.1943), генерал-майор
- Бейлин, Вениамин Львович (25.09.1943 — 14.10.1943), полковник
- Карамушко, Пётр Григорьевич[англ.] (15.10.1943 — 14.12.1943), подполковник
- Родионов, Александр Борисович[англ.] (15.12.1943 — 07.05.1944), полковник
- Кожанов, Василий Иванович (08.05.1944 — 03.09.1945), полковник, с 05.05.1945 генерал-майор

### Командиры полков
- 275-й гв. сп:
- Бугаев Степан Никифорович (18.04.1943 — 16.08.1943), погиб 16.08.1943
- Рыжков, Иван Семёнович (по 18.06.1943)
- Журов Григорий Романович (19.08.1943 — 16.11.1943)
- Сошенко Иван Иванович (21.10.1943 — 31.12.1943), отстранён
- Сидоров Александр Павлович (14.01.1944 — 12.02.1944), погиб 12.02.1944
- Сошенко Иван Иванович (с 14.02.1944)
- Казарин Константин Иванович (с 27.08.1944)
- Андреев Иван Андреевич (23.09.1944) погиб 26.02.1945
- Визиров, Ниязи Ибрагим-Оглы (14.03.1945 — 17.04.1945)
- Елисеев Алексей Александрович (с 17.04.1945)
- 277-й гв. сп:
- Козин, Григорий Евдокимович (18.03.1943 — 09.03.1944)
- Сторожев Александр Степанович (07.02.1944 — 29.02.1944)
- Сердюков Леонтий Данилович (16.03.1944 — 22.10.1944)
- Казарин Константин Иванович (25.09.1944 — 05.01.1945)
- Бардеев Иван Фёдорович (с 13.02.1945)
- Черных Никанор Тихонович (14.03.1945 — 11.05.1945)
- Токарев Тимофей Фёдорович (11.05.1945 — 26.06.1945)
- Лехман Георгий Николаевич (с 26.06.1945)
- Губушкин, Иван Фёдорович (03.10.1945 — 20.07.1946)
- 279-й гв. сп:
- Стариков, Иван Моисеевич (18.04.1943 — 12.10.1943)
- Журов Григорий Романович (16.11.1943 — 01.01.1944), ранен
- Мдинарадзе Моисей Джимтетович (14.01.1944 — 06.10.1944)
- Козин Григорий Евдокимович (10.10.1944 — 14.03.1945)
- Яшин Игнатий Михайлович (14.03.1945 — 26.03.1945)
- Арзамасцев, Илья Васильевич (20.03.1945 — 16.08.1946)
- Созинов, Дмитрий Петрович (с 10.04.1945)
- Лехман, Георгий Николаевич (26.06.1945 — 31.10.1945)

## Наименования и награды
| Награда (наименование)               | Дата награждения      | За что награждена |
| ------------------------------------ | --------------------- | --- |
| Почётное звание Гвардейская          | 18 апреля 1943 года   | присвоено приказом Народного комиссара обороны ССР за проявленную отвагу в боях за Отечество с немецкими захватчиками, за стойкость, мужество, дисциплину и организованность, за героизм личного состава. |
| Почётное наименование «Духовщинская» | 19 сентября 1943 года | присвоено приказом Верховного Главнокомандующего за отличие в боях с немецкими захватчиками при освобождении г. Духовщина |
| Орден Красного Знамени               | 2 июля 1944 года      | награждена указом Президиума Верховного Совета СССР от 2 июля 1944 года за образцовое выполнение заданий командования в боях по прорыву обороны Витебского укреплённого района немцев южнее города Витебска и на Оршанском направлении севернее реки Днепра, а также за овладение городом Витебск, проявленные при этом геройство, доблесть и мужество. |
| Орден Суворова II степени            | 12 августа 1944 года  | ннаграждена указом Президиума Верховного Совета СССР от 12 августа 1944 года за образцовое выполнение заданий командования в боях с немецкими захватчиками, за овладение городом Каунас (Ковно) и проявленные при этом доблесть и мужество. |
| Орден Ленина                         | 19 февраля 1945 года  | награждена указом Президиума Верховного Совета СССР от 19 февраля 1945 года за образцовое выполнение заданий командования в боях за овладение городами Тапиау, Алленбург, Норденбург, Летцен и проявленные при этом доблесть и мужество. |
| Почётное наименование «Хинганская»   | 20 сентября 1945 года | присвоено приказом Верховного Главнокомандующего за отличие в боях с японскими милитаристами в Хингано-Мукденской операции и успешное преодоление хребта Большой Хинган; |

Награды частей дивизии:
- 275-й гвардейский стрелковый Краснознамённый[6] ордена Суворова[7] полк;
- 277-й гвардейский стрелковый орденов Суворова[6] и Кутузова[7] полк;
- 279-й гвардейский стрелковый Краснознамённый[7] ордена Суворова[6] полк;
- 195 гвардейский артиллерийский Краснознамённый[8] полк.
- 103-й отдельный гвардейский сапёрный ордена Красной Звезды[9] батальон

## Отличившиеся воины
В годы войны за боевые подвиги несколько тысяч воинов дивизии были награждены орденами и медалями, а 10 из них удостоены звания Героя Советского Союза.

Герои Советского Союза:
- Григорьев, Георгий Степанович, гвардии сержант, разведчик 94-й гвардейской отдельной разведывательной роты.
- Жестков, Александр Петрович, гвардии лейтенант, командир пулемётного взвода 279-го гвардейского стрелкового полка.
- Карпов, Стефан Архипович, гвардии ефрейтор, командир пулемётного расчёта 279-го гвардейского стрелкового полка.
- Кожанов, Василий Иванович, гвардии полковник, командир дивизии.

 Кавалеры ордена Славы 3-х степеней.
- Алексеев, Виктор Иванович, гвардии младший сержант, командир расчёта 45-мм пушки 275 гвардейского стрелкового полка.
- Лоскутов, Сергей Кузьмич, гвардии сержант, разведчик отделения управления батареи 120-мм миномётов 275 гвардейского стрелкового полка.
- Рыков, Пётр Дмитриевич, гвардии сержант, командир отделения стрелковой роты 277 гвардейского стрелкового полка. Погиб в бою в мае 1945 года.

## Память
Народный мемориал в память о советских бойцах, оборонявших бывш. поселок Тиренберг (Калининградская область) 4-7 февраля 1945 года.